# Notre-Dame de Bethléem (Bras)

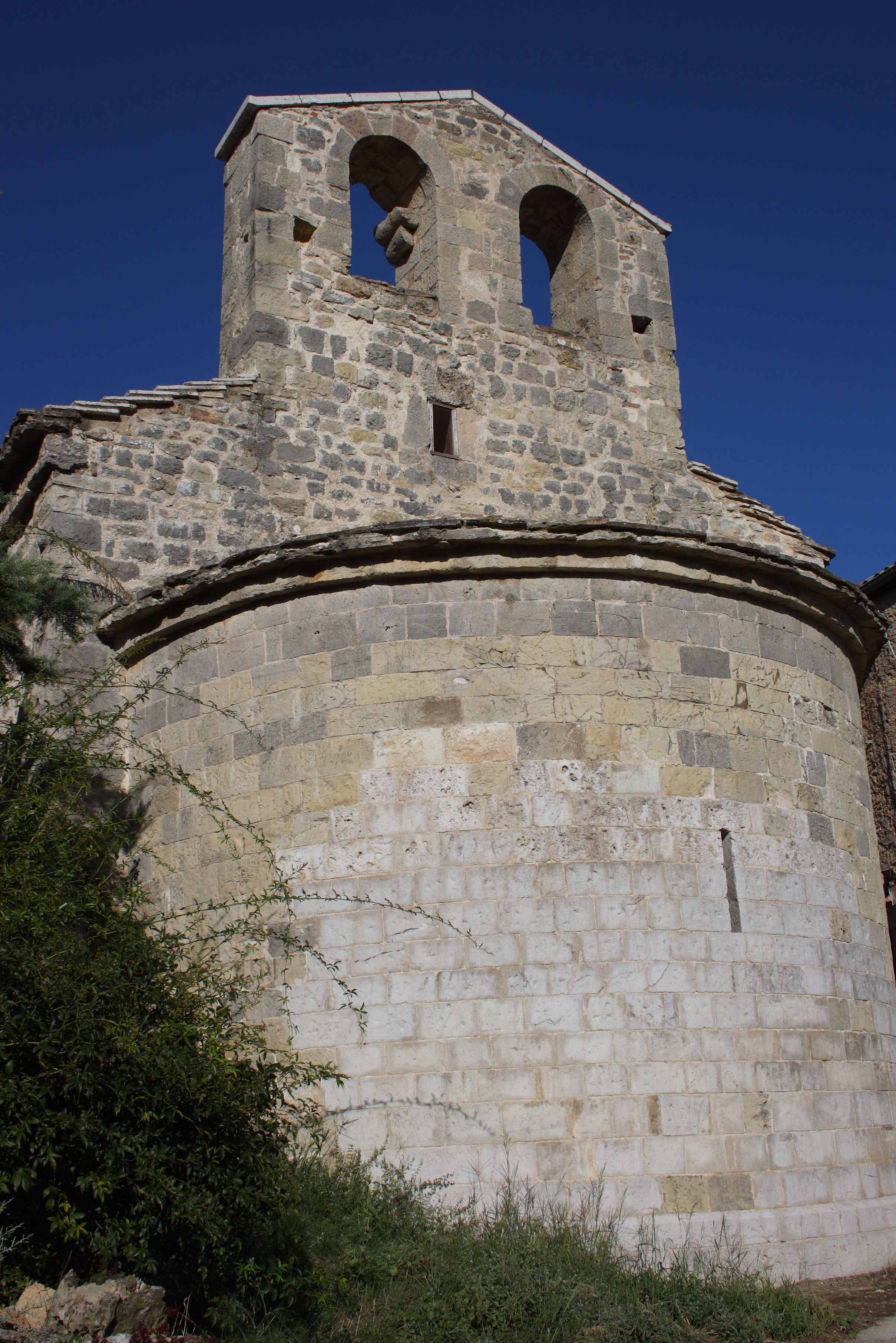
Apsis und Glockengiebel

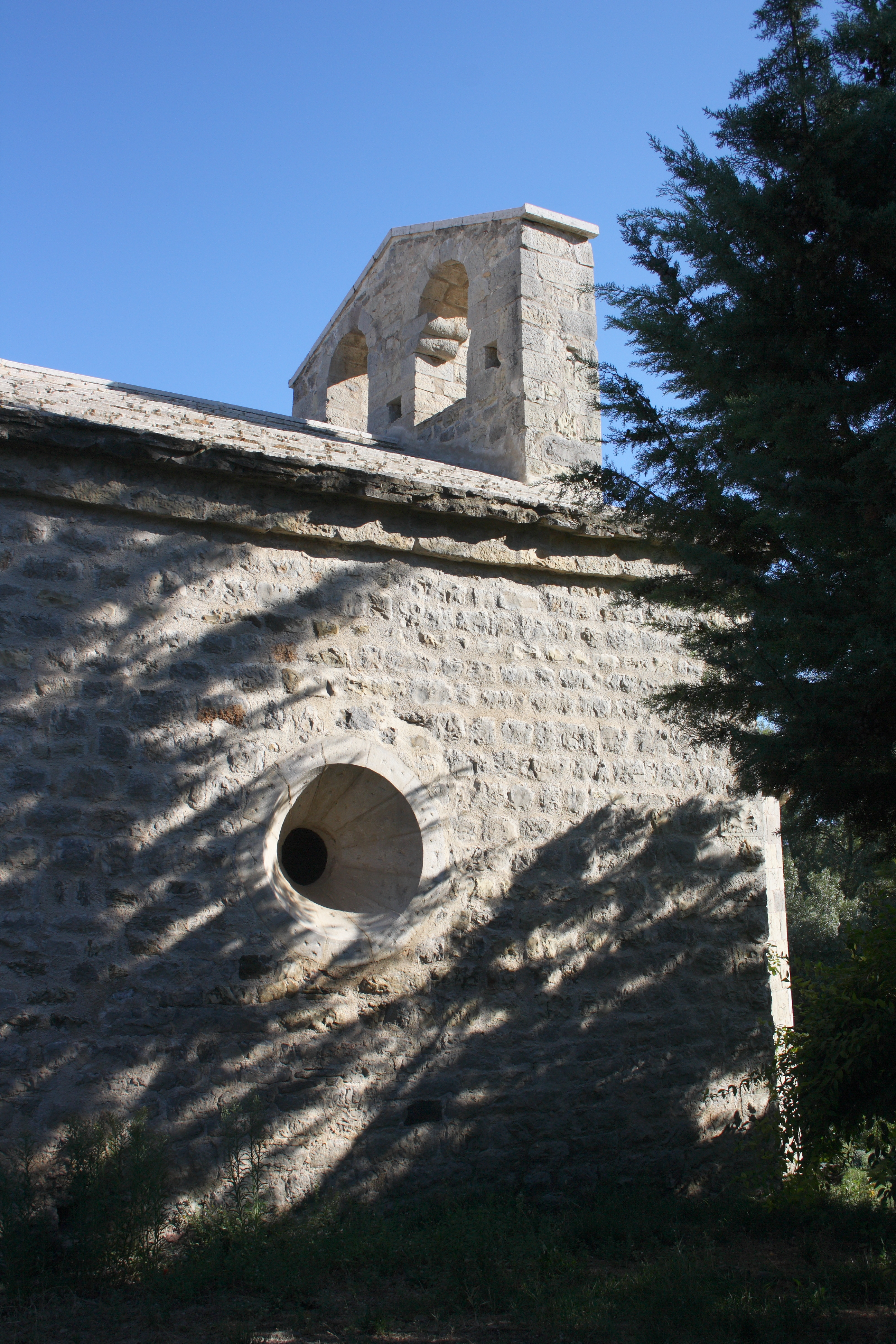
Südseite mit Okulus und Glockengiebel

Die Kapelle Notre-Dame de Bethléem (Unsere Liebe Frau von Bethlehem) in Bras, einer Gemeinde im Département Var in der französischen Region Provence-Alpes-Côte d’Azur, wurde im 13. Jahrhundert errichtet und gehörte ehemals zu einer Kommende des Templerordens. 1957 wurde die Kapelle als geschütztes Baudenkmal in die Liste der Monuments historiques aufgenommen. Sie befindet sich in Privatbesitz.

## Architektur
Die Kapelle ist nach Osten ausgerichtet, einschiffig und in zwei Joche unterteilt. Im Osten schließt sich eine kleine, leicht eingezogene Apsis auf halbkreisförmigem Grundriss an, die mit einer Halbkuppel gedeckt ist. Das Innere der Kapelle wird durch eine schmale, schlitzartige Öffnung in der Apsiswand und einen Okulus in der Südwand beleuchtet. Bei der Tag-und-Nacht-Gleiche treffen die Lichtstrahlen aus beiden Öffnungen auf den Altar. An der Westwand befindet sich eine heute zugemauerte Öffnung. Hier befand sich ehemals eine Empore, die dem Komtur vorbehalten war.
Die Kapelle ist mit groben Steinplatten gedeckt. Die Ostwand des Langhauses wird von einem Glockengiebel bekrönt, der von zwei großen rundbogigen Öffnungen durchbrochen ist.
Der Eingang befindet sich an der Nordseite. Das Portal wird von einem Rundbogen mit fein gearbeiteten Wölbsteinen umrahmt.